# The Troggs
The Troggs es una banda de música beat procedentes de Andover, Hampshire, en Inglaterra. En los años 1960 gozaron de su época de oro. La banda se denominó inicialmente "The Troglodytes" (los trogloditas). Tiene varios éxitos como Wild Thing del año 1966, o Love Is All Around.

## Integrantes
- Reg Presley (de nombre real Reginald Ball), (Andover, Hampshire, 12 de junio de 1941 - Andover, Hampshire, 4 de febrero de 2013), vocalista
- Dave Wright (David Frederick Wright), (Winchester, Hampshire, 21 de enero de 1944; † 10 de octubre de 2008) vocalista,  guitarra.
- Chris Britton, (Watford, Hertfordshire, 21 de enero de 1945), guitarra
- Pete Staples, (Andover, Hampshire, 3 de mayo de 1944), bajo
- Ronnie Bond (de nombre real Ronald Bullis), (Andover, Hampshire, 4 de mayo de 1943; † 13 de noviembre de 1992), batería
- Tony Murray (Anthony Murray), (Dublín, Irlanda, 26 de abril de 1943) guitarra bajo

## Historia
Los Troggs se formaron en 1964 y consiguieron un contrato con el mánager de The Kinks, Larry Page en 1965. Grabaron su trabajo con el sello discográfico de Page, Page One Records, y Page les envió a la casa CBS para su primer sencillo "Lost Girl". Su éxito más popular fue "Wild Thing", escrito por Chip Taylor, que alcanzaría el número 2 en las listas británicas y el número 1 en las listas norteamericanas (julio de 1966). Gracias a una combinación de un riff pegadizo y una lírica coqueta pronto se convertiría en un estándar en el rock de garage.
Otros éxitos fueron «With a Girl Like You» (julio de 1966), «I Can't Control Myself» (septiembre de 1966) y «Any Way That You Want Me» (diciembre de 1966). Los Troggs se anticiparon con sus mayoritariamente sencillas y agresivas canciones a lo que sería la música punk rock. Con «Love Is All Around» y «Night of the Long Grass» cosecharon éxitos en 1967 en la entonces popular música psicodélica.
Por falta de éxitos la banda se disolvió en marzo de 1969. Ronnie Bond fue el primero que probó suerte en solitario con el sencillo «Anything For You», en marzo de 1969. A él le siguió Reg Presley con Lucinda Lee un mes más tarde. Chris Britton publicó su álbum en solitario As I Am ese mismo año. La banda se volvió a juntar ese mismo año con el bajista de Plastic Penny, Tony Murray, que sustituiría a Staples, y en 1974 trabajaron de nuevo para Larry Page, entonces con la discográfica Penny Farthing Records. La versión de la canción de los Beach Boys «Good Vibrations» y una versión reggae de «Wild Thing» no tuvieron éxito. 
En 1992 los Troggs grabaron con la ayuda de R.E.M. un álbum titulado Athens Andover que obtuvo una buena crítica, aunque las canciones nunca se tocaron en directo. Para el álbum Larry Page reactivó su sello Page One Label.
Los Troggs siguen en activo, a pesar de que tres de los miembros fundadores: Ronnie Bond (1992), Dave Wright (2008) y Reg Presley (2013) han fallecido.

## Versiones de sus trabajos
La versión más conocida de «Wild Thing» la realizó Jimi Hendrix en 1967 en el Monterey Pop Festival.
La banda británica de pop rock Fancy alcanzó en 1974 con su versión de «Wild Thing» un puesto entre los 20 más vendidos de las listas de EE.UU.
En 1993 los Ramones grabaron la canción "I can't control myself" para su álbum de versiones Acid Eaters.
En 1994 se popularizó de nuevo su tema «Love Is All Around» de 1968 gracias a la banda escocesa Wet Wet Wet que se mantuvo como número 1 en las listas británicas durante 15 semanas.

## Discografía

### Álbumes
- From Nowhere (1966)
- Trogglodynamite (1967)
- The Best Of The Troggs (1967)
- Cellophane (1967)
- The Best Of The Troggs Vol 2 (1968)
- Mixed Bag (1968)
- The Troggs (1975)
- The Troggs Tapes (1976)
- Black Bottom (1981)
- Au (1989)
- Athens Andover (1992)

### Sencillos
- Lost Girl (1966)
- Wild Thing (1966)
- With A Girl Like You (1966)
- I Can't Control Myself (1966)
- Anyway That You Want Me (1966)
- Give It To Me (1967)
- Night Of The Long Grass (1967)
- Hi Hi Hazel (1967)
- Love Is All Around (1967)
- Little Girl (1968)
- Surprise, Surprise (1968)
- You Can Cry If You Want To (1968)
- Hip Hip Hooray (1968)
- Jingle Jangle (1969)
- That's What You Get Girl (1969)
- Evil Women (1970)
- Easy Lovin' (1970)
- Lover (1970)
- The Raver (1970)
- Lazy Weekend (1971)
- Everything's Funny (1972)
- Listen To The Man (1973)
- Strange Movies (1973)
- Good Vibration (1974)
- Wild Thing (1975)
- Summertime (1975)
- Satisfaction (1975)
- I'll Buy You An Island (1976)
- Feeling For Love (1977)
- Just A Little To Much (1978)
- Coz We're Dancing (1980)
- Black Bottom (1982)
- Every Little Thing (1984)
- Wild Thing (1991)
- With A Girl Like You (1991)
- Don't You Know (1992)
- Together/Crazy Annie/Tuned Love (1992)
- Let's Drink A Toast (1998)

## Álbumes en solitario
Chris Britton
- As I Am (1970)